# Ähtäri
Ähtäri (em sueco: Etseri) é um município da Finlândia.
Está localizado na província da Ostrobótnia do Sul. A cidade tem uma população de 6 533 habitantes (estimativas de março de 2010), e abrange uma área de 909,97 km², dos quais 105,06 km² é constituído por água. A densidade populacional é de 8,12 hab/km².